# Marianne Aspelin Berentzen
Marianne Aspelin Berentzen (* 4. April 1966 in Lørenskog als Marianne Aspelin) ist eine norwegische Curlerin. 
Ihr internationales Debüt hatte Aspelin bei der Junioreneuropameisterschaft 1985 in Kopenhagen, wo sie die Goldmedaille gewann. 
Aspelin war Ersatzspielerin der norwegischen Mannschaft bei den XV. Olympischen Winterspielen 1988 in Calgary und bei den XVI. Olympischen Winterspielen 1992 in Albertville im Curling. 1988 gewann die Mannschaft von Skip Trine Trulsen in olympische Bronzemedaille. Vier Jahre später gewann die Mannschaft von Dordi Nordby die olympische Silbermedaille nach einer 3:9-Niederlage im Finale gegen Deutschland um Skip Andrea Schöpp. Da Curling damals noch eine Demonstrationssportart war, besitzen die Medaillen keinen offiziellen Status.

## Erfolge
- Weltmeisterin 1991
- Europameisterin 1999
- Junioreneuropameisterin 1985, 1987
- 2. Platz Olympische Winterspiele 1992 (Demonstrationswettbewerb)
- 2. Platz Weltmeisterschaft 1997
- 3. Platz Olympische Winterspiele 1988 (Demonstrationswettbewerb)
- 3. Platz Weltmeisterschaft 1993, 1995, 1996, 2000
- 3. Platz Europameisterschaft 1993, 1994
- 3. Platz Junioreneuropameisterschaft 1986